# Schlacht an der Trebbia
Ostrach – Feldkirch – Stockach I – Verona – Magnano – Cassano d’Adda – Bassignana – Paradies – Frauenfeld – Winterthur – Zürich I – Trebbia – Mantua – Novi – Döttingen – Vlieter – Bergen – Gotthard – Dietikon – Zürich II – Schänis – Muotatal – Näfels – Egmont – Castricum – Genola – Wiesloch – Genua – Rheinklingen – Büsingen – Engen – Stockach II –  Meßkirch – Biberach II – Montebello – Marengo – Höchstädt – Oberhausen – Brión – Hohenlinden – Walserfeld – Pozzolo – Kopenhagen – Algeciras I – Algeciras II
Die Schlacht an der Trebbia vom  17. bis  19. Juni 1799, war Teil des Zweiten Koalitionskriegs zwischen der französischen Armee und der russisch-österreichischen Armee, die mit einem entscheidenden Sieg der Koalition und der Vernichtung der neapolitanisch-französischen Verbände endete.

## Schlachtverlauf
Die Stärke der Armee Alexander Suworows betrug 30.000 Mann, von denen allerdings nur 22.000 Mann an der Schlacht teilnahmen, während 8.000 den Rücken der Armee gegen den herannahende 14.000 Mann starken Verband von General Moreau absicherten. Die Stärke der französischen Armee erreichte etwa 36.000 Mann, von denen die ersten beiden Tage aber nur etwa 25.000 Mann am Kampf teilnahmen und der Rest erst in der Nacht von 18. auf den 19. Juni eintraf.
Die Schlacht begann am Abend des 17. Juni, als die Avantgarde Suworows den kleinen Fluss Tidone erreichte, nachdem ein beispielloser Marsch (ohne Anhalten 80 km in 36 Stunden) gelungen war. Ein großer Teil der Armee konnte mit der Avantgarde allerdings nicht mithalten und erreichte den Schauplatz der Schlacht erst in der Nacht. Doch der Überraschungsangriff der zahlenmäßig noch kleinen Einheiten war trotzdem ein voller Erfolg. Die Franzosen hatten 2000 Tote und 1200 Gefangene zu verzeichnen und wurden zum Fluss Trebbia abgedrängt.
Der Plan Suworows bei Trebbia bestand darin, die Franzosen im Zentrum und rechten Flügel mit österreichischen Truppenteilen zu beschäftigen, um mit einem Angriff russischer Truppenteile den linken Flügel der Franzosen zu durchbrechen, in den Rücken der Armee zu kommen und sie zu vernichten. Für diesen Zweck wurden am linken Flügel zwei Drittel der Armee konzentriert, 15.000 Mann. Die Kämpfe am 18. Juni endeten mit einer erneuten Niederlage der Franzosen, die weiter zurückgeworfen wurden und erhebliche Verluste erlitten. Allerdings war aufgrund der Müdigkeit von Suworows Truppen und der relativen Passivität der österreichischen Verbündeten noch keine endgültige Niederlage der Franzosen erreicht. In der Nacht zum 19. Juni erhielten die Franzosen Verstärkung.
General MacDonald wusste um die zahlenmäßige Unterlegenheit der Russen und entschied sich für den Angriff. Suworow erfuhr von der Verstärkung der Franzosen, änderte seinen Plan jedoch nicht. Am 19. Juni mussten die Russen vor dem Angriff der zahlenmäßig überlegenen Franzosen zurückweichen. Doch ein Erscheinen Suworows mitten in der Schlacht hatte einen derartigen Motivationsschub zur Folge, dass die Lage sich umkehrte und die gerade zurückweichenden Truppen zum Gegenangriff übergingen. Am linken Flügel vernichteten die Russen mit Bajonett-Angriffen den Hauptteil der französischen Truppen. Zum Abend hin war die französische Armee weitgehend kampfunfähig und die einzelnen kleinen Teile hinter die Trebbia gedrängt.

## Verluste
Auf dem Schlachtfeld blieben 6000 tote und ca. 7150 verletzte Franzosen. Die Überlebenden gerieten am nächsten Morgen in Gefangenschaft. Zuvor wurden im Verlauf der Schlacht bereits etwa 5000 Franzosen, darunter vier Generäle und 510 Offiziere, von den Koalitionsstreitkräften gefangen genommen, womit die Gesamtverluste der Franzosen in der Schlacht an der Trebbia 18.000 Mann überstiegen.
Suworows Verluste betrugen 900 Tote und 4300 Verletzte. 500 Österreicher, die im Verlauf des 19. Juni gefangen genommen wurden, wurden am Abend von den Russen befreit. Die Gesamtverluste Suworows betrugen somit 5200 Mann.
In der Nacht auf den 20. Juni entschied die französische Armeeführung, dass die Wiederaufnahme der Kampfhandlungen am nächsten Morgen zu einem unmittelbaren Desaster führen würde. Unter Zurücklassung der Verletzten begannen die Franzosen den Rückzug. Bei der Verfolgung wurden weitere 7000 Franzosen gefangen genommen, so dass die Gesamtverluste der Franzosen ca. 23.000 bis 25.000 betrugen. Die Reste der Franzosen vereinigten sich mit den Truppen Moreaus, während die neapolitanische Armee zu existieren aufhörte.

## Folgen
Die Schlacht an der Trebbia 1799 war eine der effektivsten Schlachten in der Militärgeschichte. Sie war eine der äußerst seltenen Schlachten, die nicht nur mit der Niederlage, sondern mit der beinahe vollkommen Vernichtung der Hauptverbände eines zahlenmäßig überlegenen Gegners endete.
General MacDonald gestand später, dass diese Niederlage seine Karriere hätte zerstören können und dass seine Rettung einzig darin bestand, dass sein Kontrahent General Suworow war.
Die Schlacht an der Trebbia legte den Grundstein für die Vertreibung der Franzosen aus Norditalien im Zuge des Zweiten Koalitionskriegs. Nach dem Sieg zogen sich die Franzosen aus Rom zurück; am 30. September 1799 marschierte die neapolitanische Armee unter König Ferdinand IV. in Rom ein.